# 松平康昌

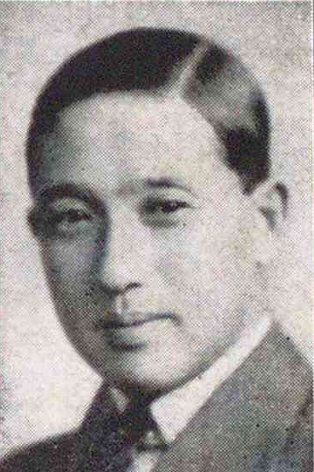
松平康昌

松平 康昌（まつだいら やすまさ、1893年（明治26年）11月12日 - 1957年（昭和32年）1月4日）は、昭和期の日本の華族、官僚。旧福井藩主家（越前松平家）第19代当主。従二位勲一等侯爵。明治大学政治経済学部教授や相模女子大学学長を務めた。妻は徳川家達二女の綾子。

## 来歴
1893年（明治26年）、松平康荘の子として生まれる。
1905年（明治38年）に東京高等師範学校附属小学校（現・筑波大学附属小学校）、1912年（明治45年）に東京高等師範学校附属中学校（現・筑波大学附属中学校・高等学校）を卒業。1919年（大正8年）、京都帝国大学法学部卒業後、明治大学や日本大学などの講師を務める。1924年（大正13年）、イギリスやフランスに留学する。1930年（昭和5年）12月15日、父の死により家督を相続し侯爵として貴族院議員に就任し、火曜会に所属して1947年（昭和22年）5月2日の貴族院廃止まで在任した。近衛文麿、木戸幸一、原田熊雄らの運営する新進華族の会合「十一会」にも参加した。
1936年（昭和11年）6月13日、内大臣秘書官長に就任する。1945年（昭和20年）11月24日退任、1946年（昭和21年）1月17日、宗秩寮総裁に就任。
昭和天皇の側近・宮中グループの中心人物の一人であり、終戦直後から連合国軍最高司令官総司令部と接触をはかって東京裁判の対策にあたった。1946年（昭和21年）3月から同年4月にかけて、松平慶民・寺崎英成・稲田周一・木下道雄と「五人の会」を結成して天皇から聞き取りを行い、「昭和天皇独白録」の作成にあたった。
1947年（昭和22年）3月27日、式部頭（のち式部官長）となる。
1957年（昭和32年）1月4日、式部官長在任のまま死去。天皇・皇后から賜物使として侍従が麻布飯倉片町の松平邸に派遣、祭粢料を賜る。また、霊前に盛菓子及び切花を賜る。

## 著書
- 『熱帯産観賞魚の飼ひ方』（1933年）[5]
- 『仏蘭西上院論』（1933年）[6]
- 『THE JAPANESE EMPEROR AND THE WAR』[7]（直訳：『天皇と戦争』）

## 備考
- 息子に松平康愛（1916年生まれ）がいる。軍人として1945年6月に若くして戦死したため、康愛に関する資料は少ないが、1937年に軽井沢で行われた国際テニストーナメントの男子ダブルスで優勝した記録が残されている[8]。世継ぎである康愛の死により、康昌没後の越前松平家は徳川達成の四男宗紀を養子に迎えている。康愛の妻・久美子（1922年 - 2018年）は徳川慶久の娘で、1944年に長女智子（宗紀と婚姻）を出生。夫没後は娘とも離別し、戦後、亡夫の旧友だった井手次郎（元海軍軍医少尉・医師）と再婚し井手久美子として生きた[9]。最後の将軍徳川慶喜の5番目の孫であり、著書に自伝『徳川おてんば姫』がある[9]。
- 1934年、旧福井藩士であった岡田啓介の組閣に際しては、資金的な援助を行っている。
- 晩年の1956年に矢次一夫と対談している。のち『天皇・嵐の中の五十年　矢次一夫対談集』（原書房、1981年）[10]に収録。
- 勝田龍夫『「昭和」の履歴書』（文藝春秋、1991年）[11]巻末に、評伝と松平康昌「天皇陛下と終戦」が収録。
- 青木冨貴子『昭和天皇とワシントンを結んだ男　「パケナム日記」が語る日本占領』（新潮社、2011年）[12]占領期の活動が描かれている。

## 栄典
- 1940年（昭和15年）8月15日 - 紀元二千六百年祝典記念章[13]

## 関連作品
- ドキュメンタリードラマ『華族 最後の戦い』（2017年8月19日, NHK）